# Rinxent
Rinxent là một xã trong tại tỉnh Pas-de-Calais trong vùng Hauts-de-France của Pháp.

## Địa lý
Rinxent là một xã nông trại và công nghiệp nhẹ, có cự ly khoảng 9 dặm (14 km) về phía đông bắc Boulogne, trên đường D191.

## Dân số
| 1962                                                              | 1968 | 1975 | 1982 | 1990 | 1999 | 2006 |
| ----------------------------------------------------------------- | ---- | ---- | ---- | ---- | ---- | ---- |
| 3267                                                              | 3340 | 3195 | 3094 | 2860 | 2797 | 2790 |
| Số liệu điều tra dân số tính từ năm 1962, dân số chỉ tính một lần |      |      |      |      |      |      |

## Địa điểm nổi bật
- Hai nhà thờ, thế kỷ 19.
- Lâu đài thế kỷ 19.